# Rana Huseín
Rana Huseín (Bagdad, Irak; 25 de julio de 1969) es la cuarta hija del ex presidente de Irak, Sadam Huseín y su esposa Sajida Talfah. Sus hermanos mayores son Uday Huseín y Kusay Huseín Raghad Huseín y su hermana menor Hala Huseín. 
Rana Huseín nació el año 1969 en Bagdad, Irak. En 1986, se casó con Saddam Kamel al-Majid, hermano de Hussein Kamel al-Majid, el marido de su hermana mayor Raghad Huseín, que tiene cinco hijos. Ella acompañó a su esposo a Jordania en 1995, donde vivió desde el 8 de agosto de ese año hasta el 20 de febrero de 1996. Regresaron a Irak después de recibir garantías de Sadam Huseín de que él perdonaría a Kamel y su hermano, Hussein Kamel al-Majid. A pesar de esta promesa, antes de fin de mes, los otros miembros del clan dispararon y mataron a ambos Kamels, quienes los declararon traidores.
En 1997, su hermano Uday Huseín puso a Rana y su hermana Raghad bajo arresto domiciliario por estar involucrada en un complot para asesinarlo.
El 31 de julio de 2003, regresó a Jordania, donde el rey Abdullah II, le concedió asilo a toda su familia.